# شراغا بار
شراغا بار ((بالعبرية: שרגא בר‏)؛ مواليد 24 مارس 1948) هو لاعب كرة قدم إسرائيلي دولي سابق كان يلعب كمدافع. اعتزل اللعب عام 1979 مع هبوعيل رمات غان. سبق له أن لعب في كأس العالم لكرة القدم مع منتخب بلاده. بدأ مسيرته الرياضية عام 1964 مع مكابي نتانيا.

## روابط خارجية
- شراغا بار على موقع الاتحاد الدولي (مؤرشف)  (الإنجليزية)
- شراغا بار على موقع قاعدة بيانات كرة القدم.إي يو (الإنجليزية)
- شراغا بار على موقع ناشيونال فوتبول تيمز (الإنجليزية)
- شراغا بار على موقع Soccerway.com (الإنجليزية)
- شراغا بار على موقع عالم كرة القدم.نت (الإنجليزية)
- شراغا بار على موقع أوليمبيديا (الإنجليزية)